# برنجه (تکاب)
برنجه یک روستا در ایران است که در دهستان چمن شهرستان تکاب استان آذربایجان غربی واقع شده‌است. برنجه ۷۷ نفر جمعیت دارد.